# Verwaltungsgebäude Krupp-Industrietechnik Duisburg

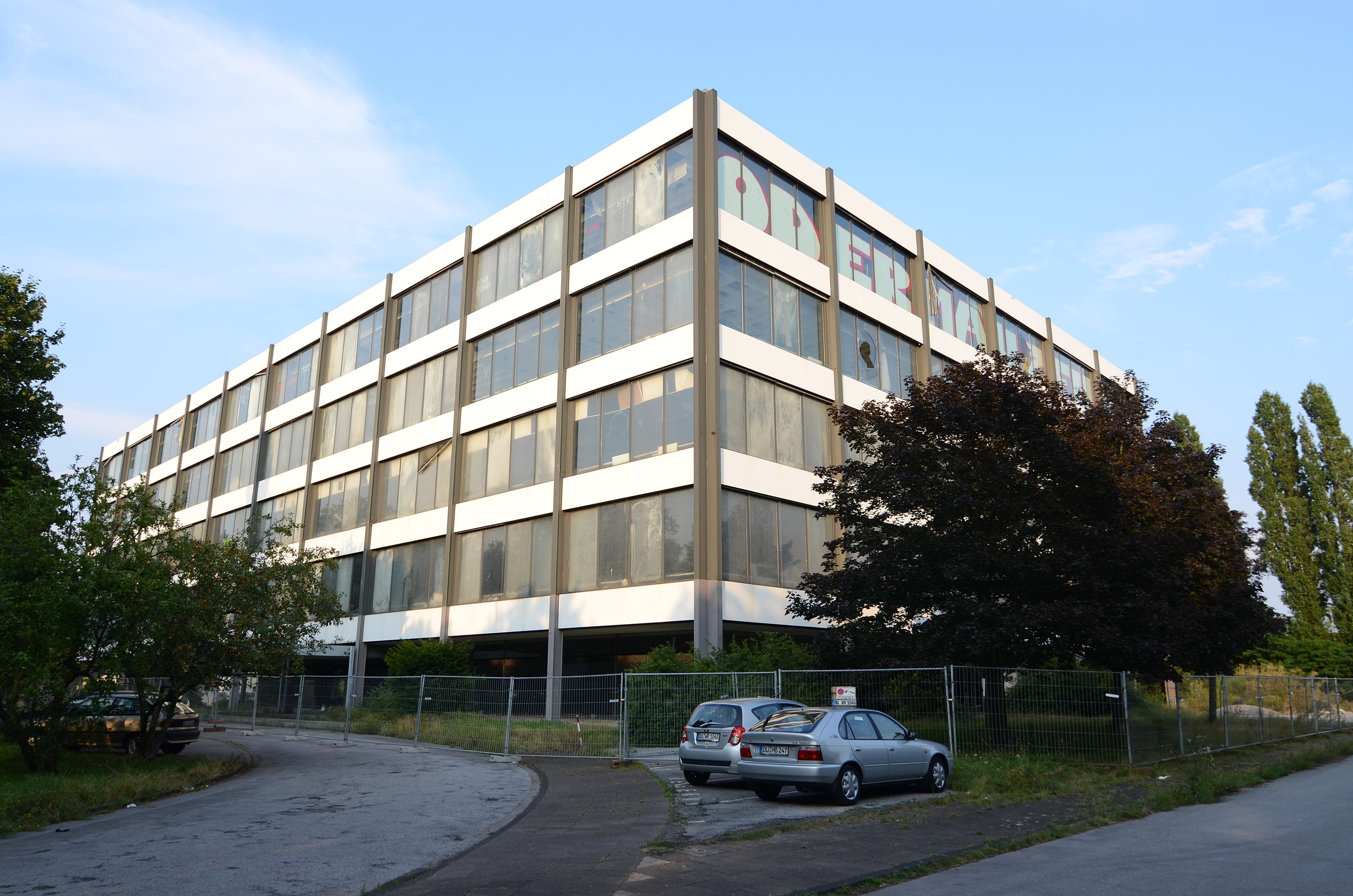
Verwaltungsgebäude Krupp-Industrietechnik (August 2014)

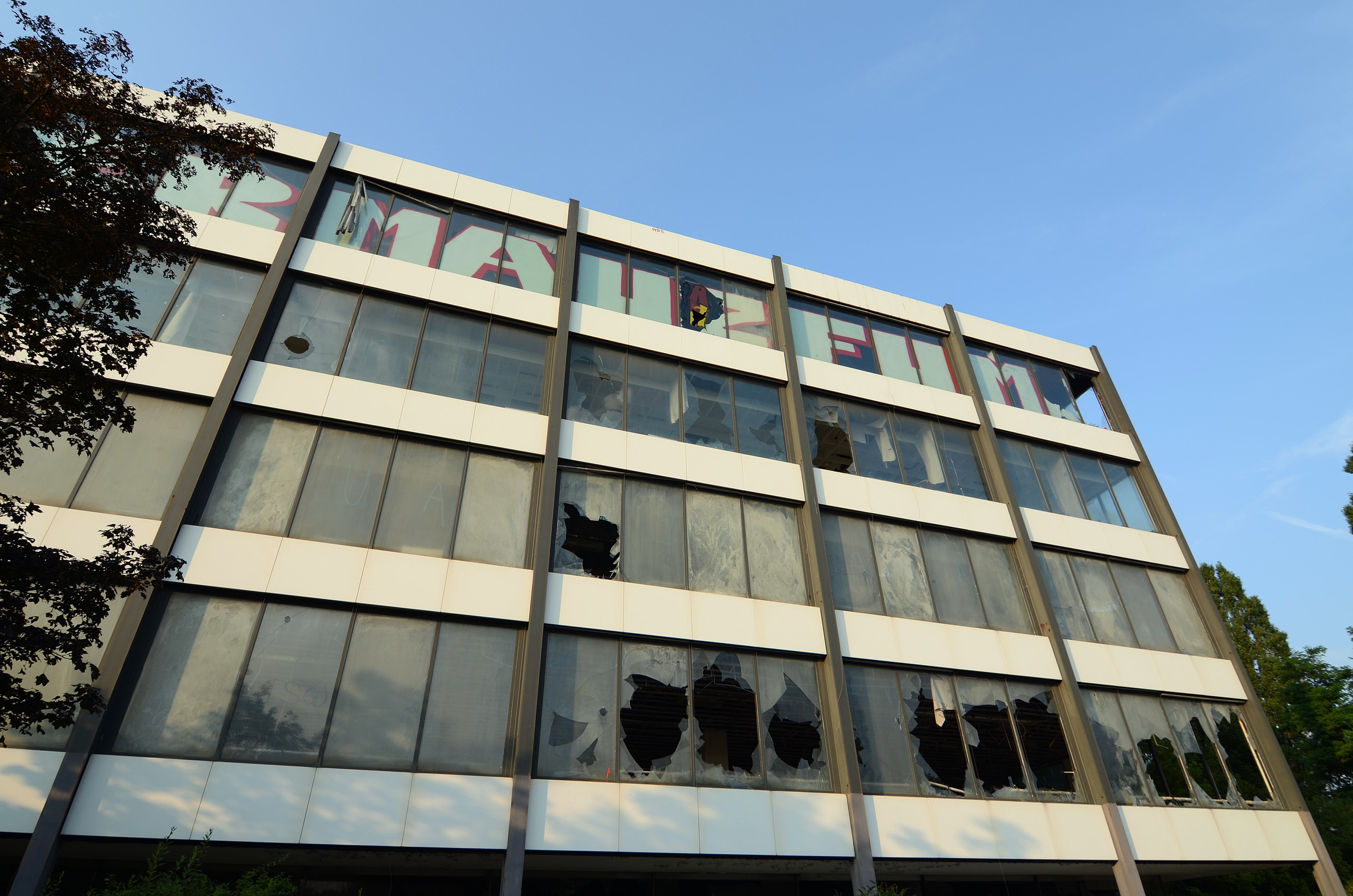
Eingeschlagene Scheiben und weitere Beschädigungen dokumentieren den maroden Zustand des Gebäudes

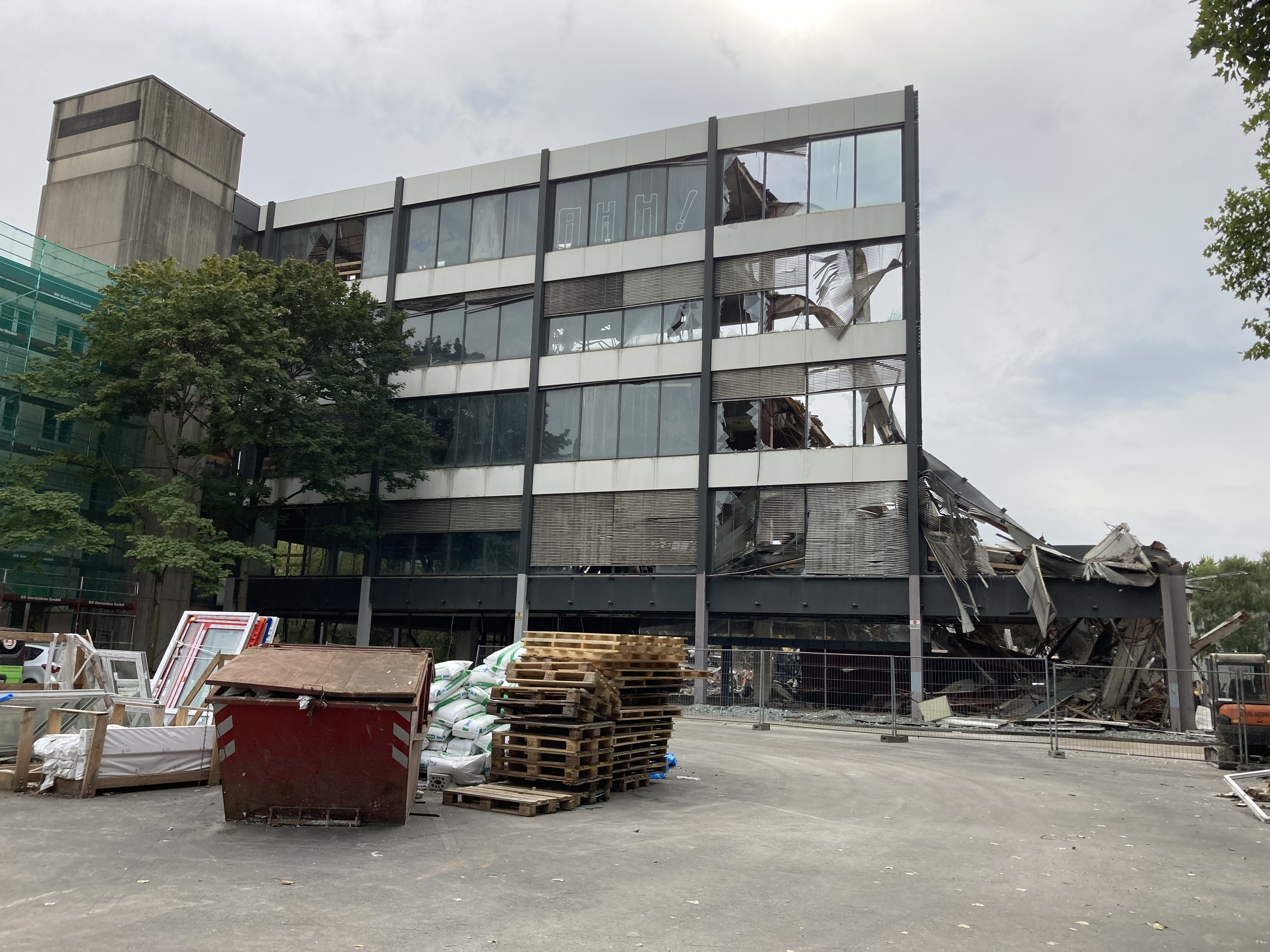
Verwaltungsgebäude Krupp-Industrietechnik (Abriss September 2022)

Das ehemalige Verwaltungsgebäude der Krupp-Industrietechnik, im Volksmund auch „Aquarium“ oder „Glaskasten“ genannt, befand sich an der Franz-Schubert-Straße 3 in Duisburg-Rheinhausen-Mitte.

## Geschichte und Beschreibung
Das Gebäude wurde in den Jahren 1962 bis 1963 aus Beton, Glas und Stahl erbaut und 1973 erweitert. Es galt in den 1960er Jahren als eines der modernsten Bürogebäude Deutschlands. Es war fünfgeschossig und verfügte vorwiegend über Großraumbüros, die sich über die kompletten Etagen erstreckten.
Das Bauwerk wurde nahe dem Werktor 1, wenige hundert Meter vom Hüttenwerk Rheinhausen entfernt, für die Fried. Krupp Maschinen- und Stahlbau Rheinhausen GmbH, später umbenannt in Krupp-Industrietechnik (kurz „KI“), errichtet und war eines von mehreren nebeneinander liegenden Bürogebäuden. Es diente als Verwaltungsgebäude unter anderem für die Lohnbuchhaltung und zu Planungen rund um das Stahlwerk. Es bot zu Hauptbeschäftigungszeiten über 1000 Menschen Arbeit. 1993 stellte der letzte Hochofen des Hüttenwerks Rheinhausen den Betrieb ein, bis 1996 arbeiteten noch mehrere hundert Beschäftigte im Gebäude. 2000 ging der Besitz von Krupp an einen deutsch-niederländischen Investor über, der es zusammen mit den umliegenden ehemaligen Krupp-Bürogebäuden in dem Projekt „Business Center 2000“ zusammenfasste. Dennoch fand das ehemalige Krupp-Industrietechnik-Verwaltungsgebäude keinen Nachmieter und stand daher seitdem leer.
Das asbestbelastete Gebäude befand sich zuletzt in einem sehr maroden Zustand und war notdürftig umzäunt. Viele Scheiben waren eingeschlagen oder mit Graffiti versehen. Auch die Etagen selbst waren beschädigt und z. T. von Brandschäden betroffen.
Zwischen August und Oktober 2022 wurde das Gebäude abgerissen. Auf dem Gelände ist Wohnbebauung geplant.